# Колюпаново (деревня, Тульская область)
Колюпаново — деревня в Тульской области России. С точки зрения административно-территориального устройства входит в Алексинский район. В плане местного самоуправления входит в состав муниципального образования город Алексин.

## География
Колюпаново находится в северо-западной части региона, в пределах северо-восточного склона Среднерусской возвышенности, в подзоне широколиственных лесов, к востоку от автодороги 70К-014 (Алексин-Поповка-Тула), при реке Крушме, в 1,5 км к востоку от дер. Вишнёвая

### Климат
Климат на территории Колюпаново, как и во всём районе, характеризуется как умеренно континентальный, с ярко выраженными сезонами года. Средняя температура воздуха летнего периода — 16 — 20 °C (абсолютный максимум — 38 °С); зимнего периода — −5 — −12 °C (абсолютный минимум — −46 °С).
Снежный покров держится в среднем 130—145 дней в году.
Среднегодовое количество осадков — 650—730 мм.

## История
Между деревней Колюпаново и с. Спас-Конино археологами обнаружено городище, предположительно бывшее центром исторического Конинского княжества.
До революции — в составе Широносовской волости Алексинского уезда.
Была приписана к приходу с. Богучарово.

## Население
| 2010 |
| ---- |
| 0    |

Согласно результатам переписи 2002 года, в национальной структуре населения русские составляли 100 % из 5 чел.. Проживали 3 мужчин и 2 женщины.

## Инфраструктура
Обслуживается отделением почтовой связи 301350.
Личное подсобное хозяйство (на август 2022 года 11 домов).

## Транспорт
Просёлочная дорога.